# プリンスルパート

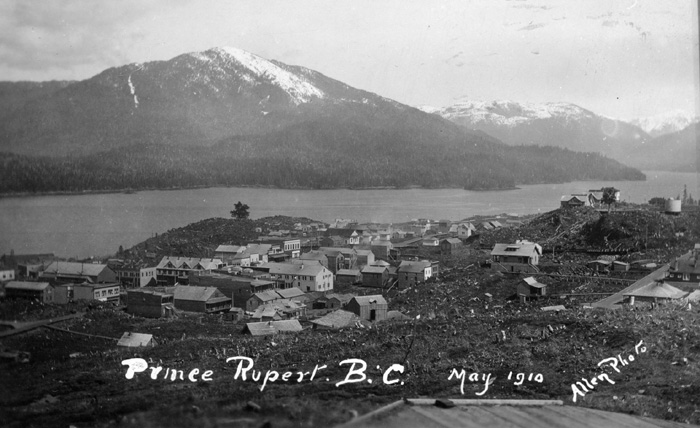
1910年のプリンスルパート

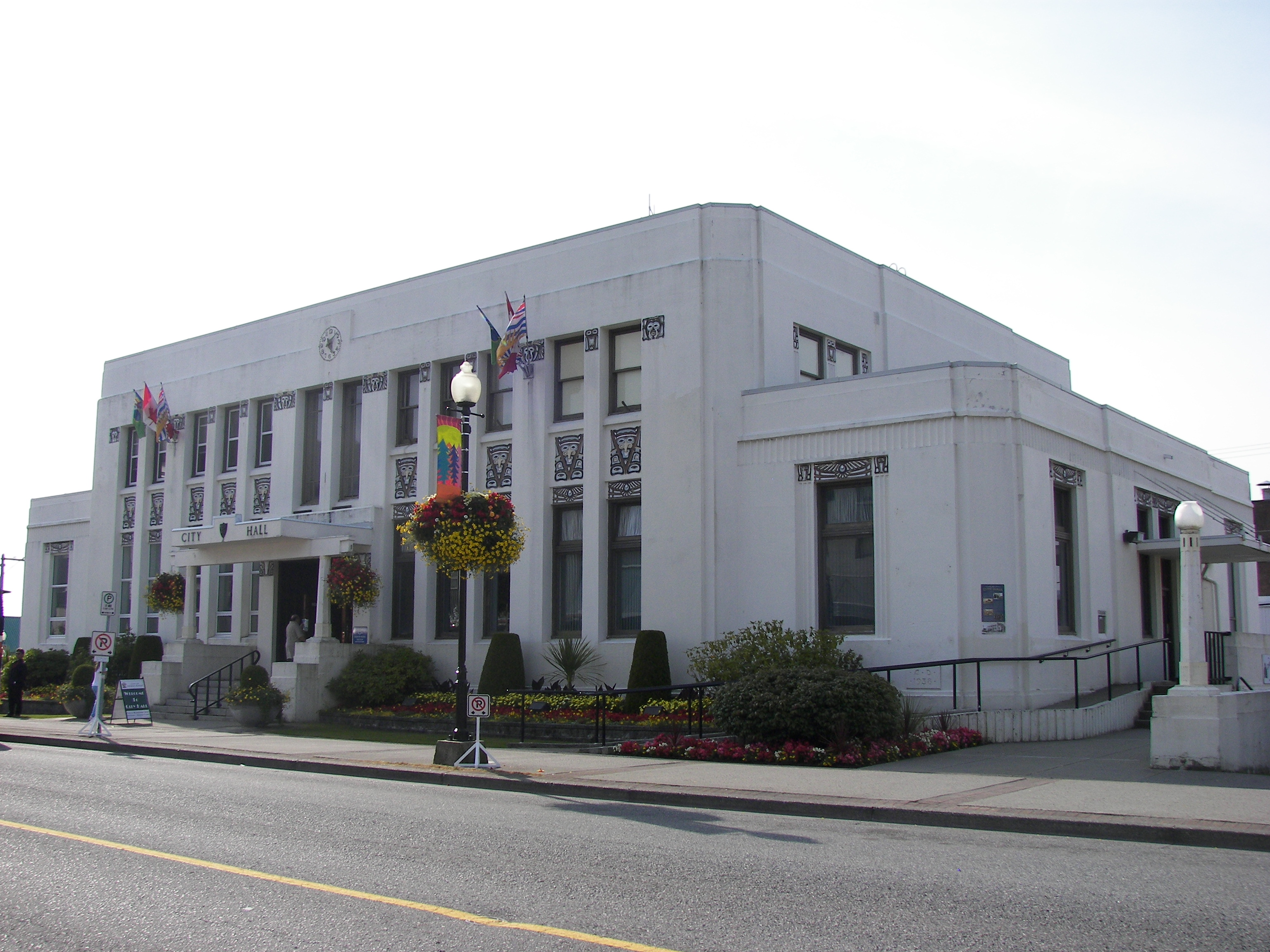
プリンスルパート市役所

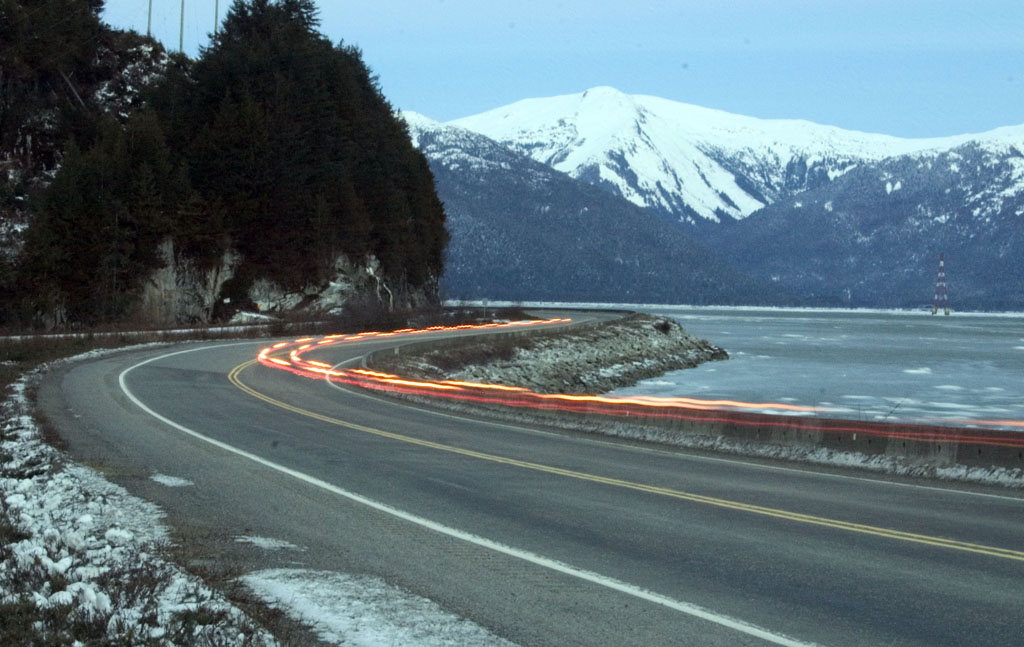
スキーナハイウェイ

プリンスルパート（英:Prince Rupert）は、カナダ、ブリティッシュコロンビア州西部の港湾都市。人口は1万3442人（2021年）。スキーナ川の河口にあり、対岸にあるハイダ・グワイ（クイーンシャーロット諸島）への観光拠点である。ノース・コースト地域の行政府が置かれている。1910年3月10日に誕生した。

## 歴史
現在のプリンスルパート海岸地域には、少なくとも5,000年前よりツィムシアン族が居住していた。紀元前1500年ごろには著しい人口増加があり、大規模な集落と居住地の建設があった。1830年代初期でも、この地域には海岸ツィムシアン族の影響が見られた。

### プリンスルパート市誕生前
1800年代中ごろまでには、缶詰工場が海岸線に点在していた。エシントン港、シンプソン港、メトラカトラ港という3つの港には、交易所が設けられ、交易が行われた。
1903年、海岸に鉄道を建設する計画が海岸の調査を始めるきっかけになり、チャールズ・エム・ヘイズ（グランドトランク太平洋鉄道の当時の社長）およびグランドトランク太平洋鉄道の職員がカナダを横断し、1904年3月にタックインレット (Tuck Inlet) に到着した。このとき、鉄道の終着駅をカイエン島に建設する決断がなされた。
1905年3月、グランドトランク太平洋鉄道は1万エーカーの土地をカナダ政府から授与された。1906年2月に市名が決まった。ハドソン湾会社初代総督カンバーランド公ルパートにちなんで名付けられた。市名はカナダ全国規模の公募で決められた。ジョエル・エイチ・ピルスブリの下、グランドトランク太平洋鉄道の調査隊はプリンスルパートの建設用地の整備を始めた。
1907年には、「ノックスヴィル」というジョン・ノックスが命名した植民地にある河岸にある道は、「ルパートロード」と呼ばれた。ノックスは、プリンスルパートで事業を始めようとしたが、グランドトランク太平洋鉄道に却下された。そして、「グランドタークフラクション」という先住民の土地に対し、鉱物に関しての訴訟を起こした。これは、プリンスルパート初の新聞「エンパイア」の創業者であるジョン・ハウストンも起こした訴訟である。
1908年1月、新都市設計のためにボストンファームから都市計画コンサルタントらがプリンスルパートに訪れた。その後、1909年には1万4000エーカーの土地がさらに授与された。バンクーバーとビクトリアで2400区画の競売が行われ、土地が売却された。人口は3倍になった。

### プリンスルパート市誕生後
1910年3月10日、プリンスルパート市が誕生した。1910年5月19日には、初めての市選挙が行われた。市長はアルフレッド・ストークが選出された。
1912年には、「カナダフィッシュ&コールド貯蔵所」が開業し、1915年にはグランドトランク太平洋鉄道によって、造船所が建設された。どちらも、その後1954年までカナダ国営鉄道の管理下に置かれた。1912年4月15日のタイタニック号沈没により亡くなったチャールズ・ヘイズが望んでいた直通列車が、1914年4月9日にウィニペグから初めて到着した。
第二次世界大戦の頃は、プリンスルパートが戦略上有利な位置にあるため、人口が2万1000人まで増えた。プリンスルパート港はアメリカ軍の物資や補給品などの積み込みに使われた。1944年3月16日には、国を防備するためのスキーナハイウェイ (Skeena Highway) が開通した。
戦後、経済は衰退したが、1951年にはパルプ製造場が建設され、約50年間プリンスルパートの経済に貢献した。
1967年6月、日本の練習船「海王丸」がプリンスルパートに寄港したことにより、日本への関心が深まり、1968年9月に尾鷲市と姉妹都市提携をした。1977年にはリドリー島に石炭や穀物のためのターミナルが開かれ、1980年にはフェアビューターミナルが開かれた。その後、2004年には客船の船渠が建設された。

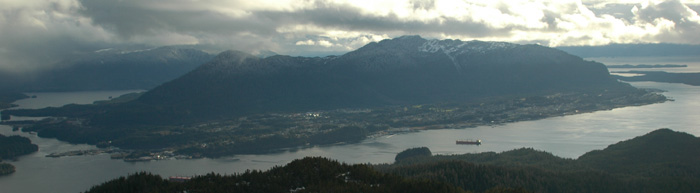
Mount Morseから見たプリンスルパート（2005年11月6日）

## 地理

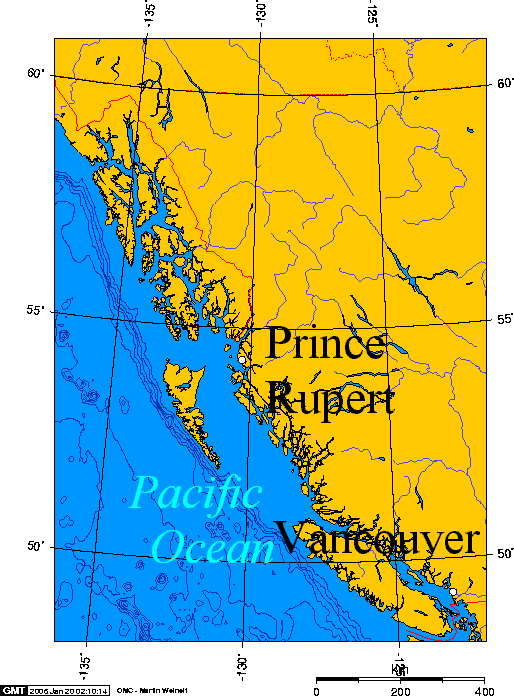
プリンスルパートとバンクーバーの位置

プリンスルパートは、北緯54度19分、西経130度19分（バンクーバーの約770km北）に位置している。
約500km（バンクーバー島の北部まで）のインサイド・パッセージというフィヨルドの海峡の端であり、複雑な地形になっている。スキーナ川の北にあるカイエン島の北西の海岸沿いにあるプリンスルパート湾に面した場所にある。本土とは橋で繋がっている。カナダ横断道路16（イエローハイウェイ）の西端である。
また、プリンスルパート周辺には、プリュドム湖、ダイアナ湖、レインボー湖という3つの湖がある。

## 気候

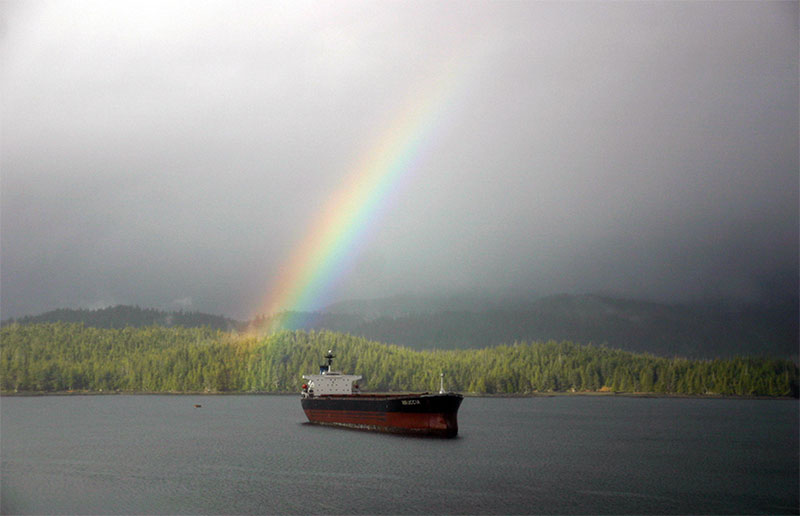
プリンスルパート港の虹

プリンスルパートは、ケッペンの気候区分では西岸海洋性気候 (Cfb) で、温帯雨林がある。雨が多く、「虹の町」という別名がある。
周辺の海域では、ザトウクジラのほか、コククジラ、シャチ、ミンククジラ、アシカなどが生息している。ザトウクジラは、春になると「バブルネットフィーディング」といわれる、数頭で協力して泡を吐きながら小魚の周辺を回り、一気に飲み込むことをする。
| プリンスルパート（プリンスルパート空港）(1981-2010年平均)の気候 | プリンスルパート（プリンスルパート空港）(1981-2010年平均)の気候 | プリンスルパート（プリンスルパート空港）(1981-2010年平均)の気候 | プリンスルパート（プリンスルパート空港）(1981-2010年平均)の気候 | プリンスルパート（プリンスルパート空港）(1981-2010年平均)の気候 | プリンスルパート（プリンスルパート空港）(1981-2010年平均)の気候 | プリンスルパート（プリンスルパート空港）(1981-2010年平均)の気候 | プリンスルパート（プリンスルパート空港）(1981-2010年平均)の気候 | プリンスルパート（プリンスルパート空港）(1981-2010年平均)の気候 | プリンスルパート（プリンスルパート空港）(1981-2010年平均)の気候 | プリンスルパート（プリンスルパート空港）(1981-2010年平均)の気候 | プリンスルパート（プリンスルパート空港）(1981-2010年平均)の気候 | プリンスルパート（プリンスルパート空港）(1981-2010年平均)の気候 | プリンスルパート（プリンスルパート空港）(1981-2010年平均)の気候 |
| 月                                                              | 1月                                                             | 2月                                                             | 3月                                                             | 4月                                                             | 5月                                                             | 6月                                                             | 7月                                                             | 8月                                                             | 9月                                                             | 10月                                                            | 11月                                                            | 12月                                                            | 年                                                              |
| --------------------------------------------------------------- | --------------------------------------------------------------- | --------------------------------------------------------------- | --------------------------------------------------------------- | --------------------------------------------------------------- | --------------------------------------------------------------- | --------------------------------------------------------------- | --------------------------------------------------------------- | --------------------------------------------------------------- | --------------------------------------------------------------- | --------------------------------------------------------------- | --------------------------------------------------------------- | --------------------------------------------------------------- | --------------------------------------------------------------- |
| 最高気温記録 °C （°F）                                          | 17.6 (63.7)                                                     | 18.9 (66)                                                       | 18.5 (65.3)                                                     | 25.5 (77.9)                                                     | 27.9 (82.2)                                                     | 31.1 (88)                                                       | 27.8 (82)                                                       | 28.7 (83.7)                                                     | 27 (81)                                                         | 21.7 (71.1)                                                     | 18.9 (66)                                                       | 18.9 (66)                                                       | 31.1 (88)                                                       |
| 平均最高気温 °C （°F）                                          | 5.6 (42.1)                                                      | 6.1 (43)                                                        | 7.7 (45.9)                                                      | 10.2 (50.4)                                                     | 12.6 (54.7)                                                     | 14.7 (58.5)                                                     | 16.2 (61.2)                                                     | 17 (63)                                                         | 14.9 (58.8)                                                     | 11.1 (52)                                                       | 7.3 (45.1)                                                      | 5.5 (41.9)                                                      | 10.8 (51.4)                                                     |
| 日平均気温 °C （°F）                                            | 2.4 (36.3)                                                      | 2.7 (36.9)                                                      | 4.2 (39.6)                                                      | 6.4 (43.5)                                                      | 9 (48)                                                          | 11.6 (52.9)                                                     | 13.4 (56.1)                                                     | 13.8 (56.8)                                                     | 11.5 (52.7)                                                     | 8 (46)                                                          | 4.3 (39.7)                                                      | 2.7 (36.9)                                                      | 7.5 (45.5)                                                      |
| 平均最低気温 °C （°F）                                          | −0.8 (30.6)                                                     | −0.7 (30.7)                                                     | 0.6 (33.1)                                                      | 2.5 (36.5)                                                      | 5.4 (41.7)                                                      | 8.4 (47.1)                                                      | 10.5 (50.9)                                                     | 10.6 (51.1)                                                     | 8 (46)                                                          | 4.9 (40.8)                                                      | 1.3 (34.3)                                                      | −0.2 (31.6)                                                     | 4.2 (39.6)                                                      |
| 最低気温記録 °C （°F）                                          | −24.4 (−11.9)                                                   | −18.1 (−0.6)                                                    | −17.2 (1)                                                       | −7.1 (19.2)                                                     | −3.7 (25.3)                                                     | 1.1 (34)                                                        | 2.8 (37)                                                        | 2.8 (37)                                                        | −2.2 (28)                                                       | −11.3 (11.7)                                                    | −20.6 (−5.1)                                                    | −22.8 (−9)                                                      | −24.4 (−11.9)                                                   |
| 降水量 mm （inch）                                              | 276.3 (10.878)                                                  | 185.6 (7.307)                                                   | 199.6 (7.858)                                                   | 172.4 (6.787)                                                   | 137.6 (5.417)                                                   | 108.8 (4.283)                                                   | 118.6 (4.669)                                                   | 169.1 (6.657)                                                   | 266.3 (10.484)                                                  | 373.6 (14.709)                                                  | 317 (12.48)                                                     | 294.2 (11.583)                                                  | 2,619.1 (103.114)                                               |
| 降雪量 cm （inch）                                              | 25.6 (10.08)                                                    | 19.3 (7.6)                                                      | 11.8 (4.65)                                                     | 2.8 (1.1)                                                       | 0.1 (0.04)                                                      | 0 (0)                                                           | 0 (0)                                                           | 0 (0)                                                           | 0 (0)                                                           | 0.3 (0.12)                                                      | 9.7 (3.82)                                                      | 22.8 (8.98)                                                     | 92.4 (36.38)                                                    |
| 平均降雨日数 （≥0.2 mm）                                        | 20.4                                                            | 16.4                                                            | 20.3                                                            | 19.4                                                            | 18.3                                                            | 17.3                                                            | 17.5                                                            | 17.5                                                            | 19.8                                                            | 24.2                                                            | 23.4                                                            | 21.5                                                            | 235.9                                                           |
| 平均降雪日数 （≥0.2 cm）                                        | 5                                                               | 4.2                                                             | 3.6                                                             | 1.2                                                             | 0.1                                                             | 0                                                               | 0                                                               | 0                                                               | 0                                                               | 0.2                                                             | 2.9                                                             | 4.6                                                             | 21.7                                                            |
| % 湿度                                                          | 78.5                                                            | 71.5                                                            | 68.1                                                            | 67.7                                                            | 71.2                                                            | 75                                                              | 77.6                                                            | 77.7                                                            | 76.1                                                            | 77.5                                                            | 77.6                                                            | 80.2                                                            | 74.9                                                            |
| 平均月間日照時間                                                | 40.1                                                            | 65.2                                                            | 103                                                             | 145.8                                                           | 171.1                                                           | 154.5                                                           | 149.7                                                           | 149.7                                                           | 115.7                                                           | 72.4                                                            | 43                                                              | 32.1                                                            | 1,242.1                                                         |
| 出典：                                                          |                                                                 |                                                                 |                                                                 |                                                                 |                                                                 |                                                                 |                                                                 |                                                                 |                                                                 |                                                                 |                                                                 |                                                                 |                                                                 |

## 人口動態
2006年のカナダ国勢調査によると、推定総人口は12,815人である。中位年齢は34.8歳。
| 年齢集団                                        | 人口   | 割合   |
| ----------------------------------------------- | ------ | ------ |
| 18歳未満                                        | 4,320  | 28.2%  |
| 18歳 - 34歳                                     | 3,370  | 22.0%  |
| 35歳 - 54歳                                     | 5,020  | 32.8%  |
| 55歳 - 74歳                                     | 2,075  | 13.6%  |
| 75歳以上                                        | 515    | 3.4%   |
| 年齢集団統計                                    | 15,300 | 100.0% |
| 出典:2004年ブリティッシュコロンビア推定人口統計 |        |        |

| 言語名                        | 人口   | 割合  |
| ----------------------------- | ------ | ----- |
| 英語                          | 10,290 | 99.3% |
| パンジャブ語                  | 340    | 3.3%  |
| イタリア語                    | 280    | 2.7%  |
| ベトナム語                    | 245    | 2.4%  |
| 中国語                        | 180    | 1.7%  |
| ポルトガル語                  | 155    | 1.5%  |
| タガログ語                    | 155    | 1.5%  |
| ドイツ語                      | 140    | 1.4%  |
| スペイン語                    | 100    | 1.0%  |
| ヒンディー語                  | 80     | 0.8%  |
| 出典:2001年カナダ総計国勢調査 |        |       |

| 学歴                          | 人口  | 割合  |
| ----------------------------- | ----- | ----- |
| 高校卒以下                    | 1,745 | 24.8% |
| 高校卒                        | 875   | 12.4% |
| 商業・工業高校卒              | 850   | 12.1% |
| 短期大学卒                    | 2,730 | 38.7% |
| 大学卒                        | 620   | 8.8%  |
| 大学院卒                      | 230   | 3.3%  |
| 出典:2001年カナダ総計国勢調査 |       |       |

## 経済
2007年1月ブリティッシュコロンビア統計によると、2007年1月の失業率は6.0%である。
19世紀末までは、スキーナ川の河口が南にあり、サケが大量に獲れることから、缶詰工場が多く操業していた。2011年現在では、漁業、穀物や木材などの積み出し、港湾関係、観光業が盛んである。製材、造船や貿易も行われる。

## 先住民

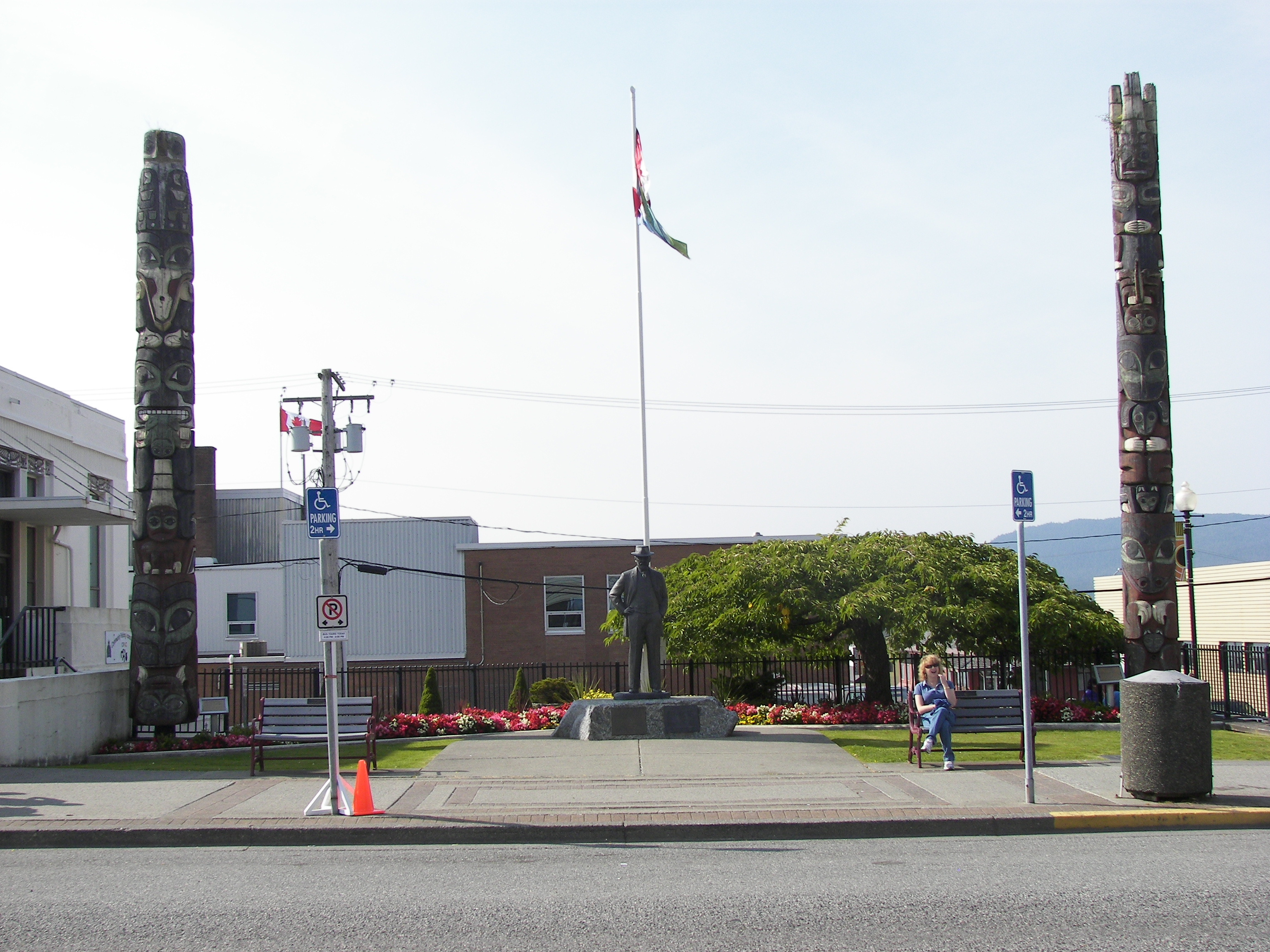
プリンスルパート市役所近くのトーテムポール

プリンスルパートは、1万年以上先住民が居住し、ツィムシアン族の伝統的な領地である。また、トゥシンシャン族とハイダ族の集落の中央に位置している。トーテムポールも多く設置され、市内や郊外で見ることができる。ギックサン族やニスガ族も生活していた。2011年現在、先住民は約1万人である。
パイク島には、海岸の石の岩絵（ペトログリフ）などが残されている。これは、ツィムシアン族がメッセージを伝えるために絵を掘り込んだもので、猟師や呪術師が刻み込まれている。住居は杉を使った「ロングハウス」といわれる大家族が暮らす共同住宅であった。

## 行政・公共サービス

### 警察
王室カナダ騎馬警察 (RCMP) がある。プリンスルパート周辺地域にも28名の警察官が派遣され、プリンスルパート地域における交通事故を減らすためにつくられた統合道路安全隊 (IRSU) もある。補助として、警察官や市民によるパトロールも行われている。

### 消防
プリンスルパート消防局がある。これは、1908年11月にボランティア団体として設立され、1910年3月に消防局になった。当初は10名の職員がいた。

### 廃棄物処理
プリンスルパートゴミ処理場がある。敷地面積は約16万平方メートルで、今後も59万平方メートルへ拡大する予定がある。

### 医療
プリンスルパート地方病院がある。プリンスルパートの救急サービスは、カナダ厚生労働省の権限によって1974年7月1日にできたブリティッシュコロンビア救急サービス (BCAS) が管轄している。

### 水道
上水道はプリンスルパート市役所土木課が管轄し、ウッドワース湖、ショウアトランス湖の水を処理し、提供している。
下水道はプリンスルパート市役所土木課が管轄し、中心部からプリンスルパート湾へ排水されるが、プリンスルパート市南東部の工業団地では別に排水が集められている。

### 電話
電話は、シティウェストケーブル電話会社（シティウェスト）によって運営されている。株主はプリンスルパート市のみである。陸上通信線、携帯電話、インターネットのサービスを行っている。

## 市内にある主な施設・公園

### 施設
- ジム・シコーニ市民会館 (Jim Ciccone Civic Centre) - 1971年10月16日開館。1996年2月9日に「ジム・シコーニ市民会館」と改称。体育館などがある[25]。
- アール・マー水上競技施設 (Earl Mah Aquatic Centre) - 1982年3月6日開館[26]。
- プリンスルパート・ゴルフコース (Prince Rupert Golf Course) - 18のコースがあるゴルフ場[27]。
- プリンスルパート・ラケットセンター (Prince Rupert Racquet Centre) - 1980年代初頭に開業したラケット系スポーツセンター[28]。
- レスター芸術センター (Lester Centre of the Arts) - 700席収容可能。ダンス、演劇、ミュージカルが上演される[29]。
- プリンスルパート公立図書館 (Prince Rupert Public Library) - 1971年1月18日開館。7万5千冊以上の書物、論文が収容してある図書館[30]。
- プリンスルパート郷土文書館 (Prince Rupert City and Regional Archives) - 1980年設立。プリンスルパート、港、またそれら周辺地域と人々の歴史、文化に関する記録や文書を保存する目的で設立された[31]。
- 北太平洋史的漁業村 (North Pacific Historic Fishing Village) - 1889年に建設された国定史跡[32]。
- 北部ブリティッシュコロンビア博物館 (Museum of Northern BC) - 先住民の歴史や文化を表現している展示品、工芸品が展示してある[33][15]。

### 公園
- 太平洋水没者祈念公園 (Pacific Mariners Memorial Park) - 海で亡くなった人を偲んで造られた公園。1990年に開園した[34]。
- プリンスルパート・ウォーターフロント公園 (Prince Rupert Waterfront Park) - 1998年に建設開始。ウィニスタ鉄道駅舎博物館も併設[35]。

## 交通機関

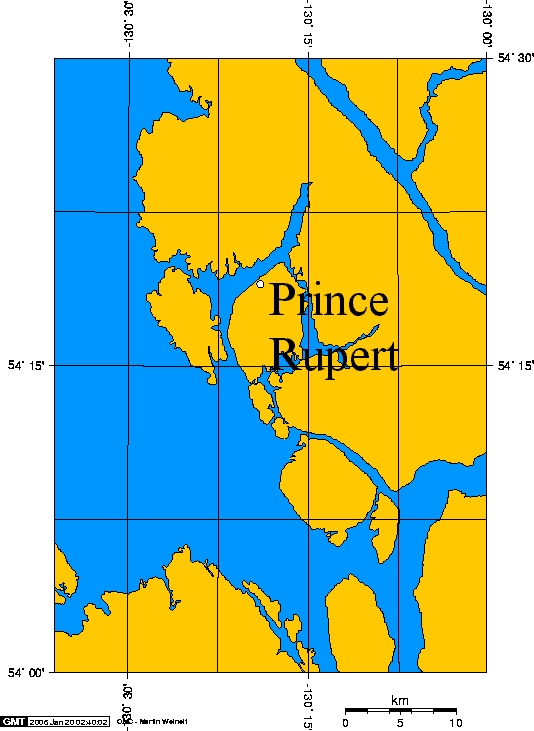
プリンスルパート港の位置

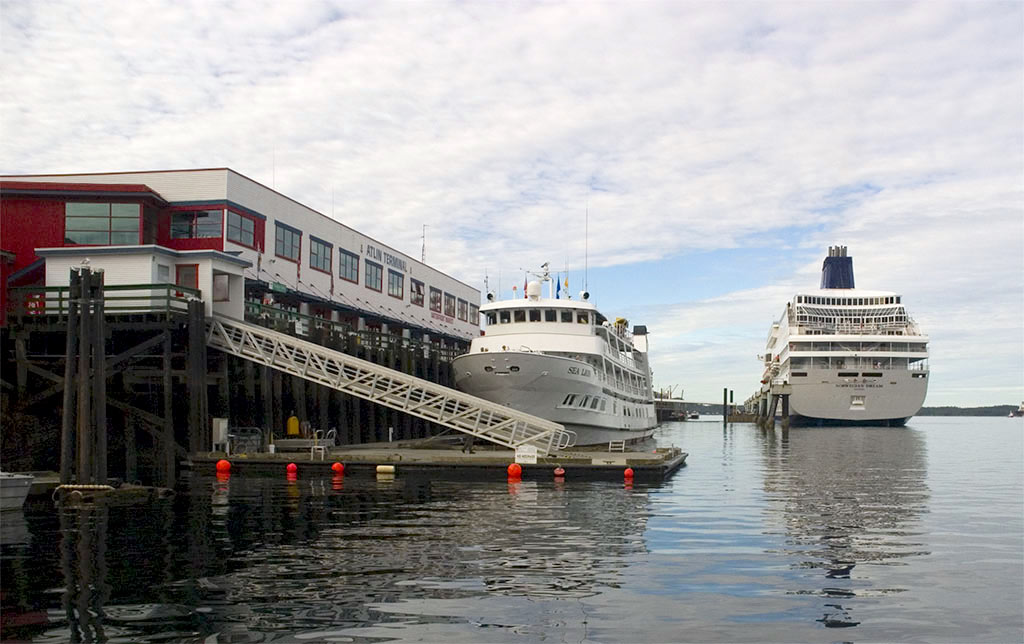
プリンスルパート港

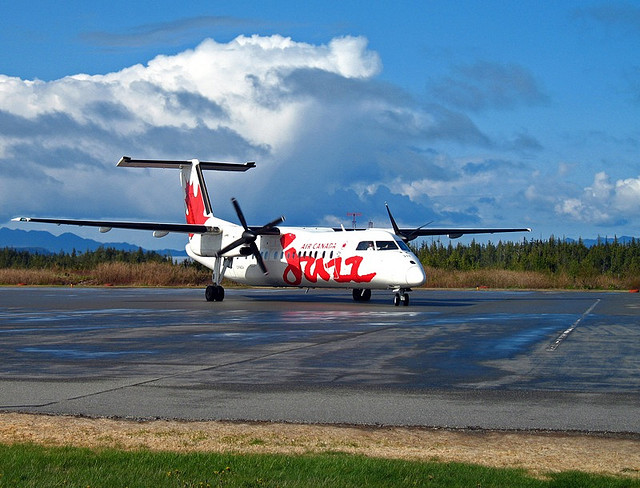
プリンスルパート空港に着陸するエア・カナダ・エクスプレスの航空機（デ・ハビランド・カナダ DHC-8）

### バス
プリンスルパート市内には、7つのバス路線がある。プリンスルパート発着の長距離バスでは、BCノースバスがある。これはプリンスルパート、プリンス・ジョージ間を週2便運行している。

### 鉄道
VIA鉄道がジャスパーからプリンス・ジョージに1泊し、プリンスルパートへ向かう全長1160kmの路線を運行している。

### フェリー
プリンスルパート港がある。プリンスルパート港は、波の静かな入り江の奥にある不凍港である。
プリンスルパート発着のフェリーは、BCフェリーとアラスカ･マリン･ハイウェイシステムフェリーがある。
BCフェリーはプリンスルパートまで1年中運航され、車での利用も可能である。BCインサイド･パッセージルート（プリンスルパート、ポートハーディ間）とクイーンシャーロット島ルート（プリンスルパート、シャーロット島間）という2つのルートがある。アラスカ･マリン･ハイウェイシステムフェリーはプリンスルパートからアメリカ合衆国、アラスカ州南東部の港まで運航している。
また、プリンスルパート空港からプリンスルパート中心部を結ぶ「空港フェリー」もある。このサービスはプリンスルパート市役所が行っている。

### 航空機
プリンスルパート空港 (YPR) がディクビイ島の北西部にある。海抜35mの場所にあり、滑走路は1本である。バンクーバー国際空港からエア・カナダ・エクスプレス、ホークエアが定期便を運航している。

## 姉妹都市・提携都市
- 尾鷲市　（日本 三重県） -  1968年9月26日姉妹都市提携[43][44][45]

## 主な出身者
- バーニス・リウ（香港で活躍する中国系の歌手、女優）